# Acritus wokanensis
Acritus wokanensis är en skalbaggsart som beskrevs av Sylvain Auguste de Marseul 1879. Acritus wokanensis ingår i släktet Acritus och familjen stumpbaggar. Inga underarter finns listade i Catalogue of Life.